# Cecilia Samuel
Cecilia Elizabeth Samuel (* 1920 als Cecilia Elizabeth Chan; † nach 1961) war eine Badmintonspielerin aus Malaysia. Sie dominierte diese Sportart in Südostasien in den 1930er, 1940er und 1950er Jahren und wurde als "Malayas Queen of Badminton" bezeichnet.
Ihren ersten großen internationalen Erfolg feierte Cecilia Chan 1939 bei den Malaysia Open, als sie das Dameneinzel gewann. Ein Jahr später war Chan bei der gleichen Veranstaltung im Dameneinzel erneut erfolgreich. 1947 und von 1950 bis 1955, seit 1940 verheiratet mit A. S. Samuel, war sie ebenfalls im Einzel nicht zu schlagen. 1954 siegte sie wie bereits 1947 bei den Malaysia Open in allen drei möglichen Disziplinen.
1949 gewann sie bei den nationalen Titelkämpfen von Selangor das Endspiel im Dameneinzel gegen Chia Pik Sim mit 11:1 und 11:2.